# Composição (Eduardo Viana)
Composição é uma pintura a óleo sobre tela de 1947 do artista português Eduardo Viana (1881-1967), um dos principais pintores da primeira geração do Modernismo em Portugal, obra que está atualmente no Museu José Malhoa, em Caldas da Rainha.
Composição é uma pintura de Natureza-morta em que está representado o comum jarro de flores, mas assente numa cadeira de madeira pintada no estilo do artesanato alentejano num forte contrastes de cores.

## Descrição
Sobre o lado direito do tampo de uma cadeira artesanal pintada de vermelha e com motivos decorativos a azul e amarelo, está uma jarra esverdeada com um ramo de flores de diversas cores, rosas, azuis, amarelas e vermelhas; do lado esquerdo, está um boneco de pano (reminiscências infantis?), vermelho, branco e preto, voltado para a esquerda. Na base da jarra, no canto inferior direito da cadeira, encontra-se ainda (como que caída) uma outra flor vermelha. O fundo é geométrico com bandas verticais verdes, uma ao centro em tons brancos e rosas, e outra sob a cadeira de cor castanho escuro.
A obra foi oferecida ao Museu José Malhoa por José Filipe Rodrigues e António Varela.

## Apreciação

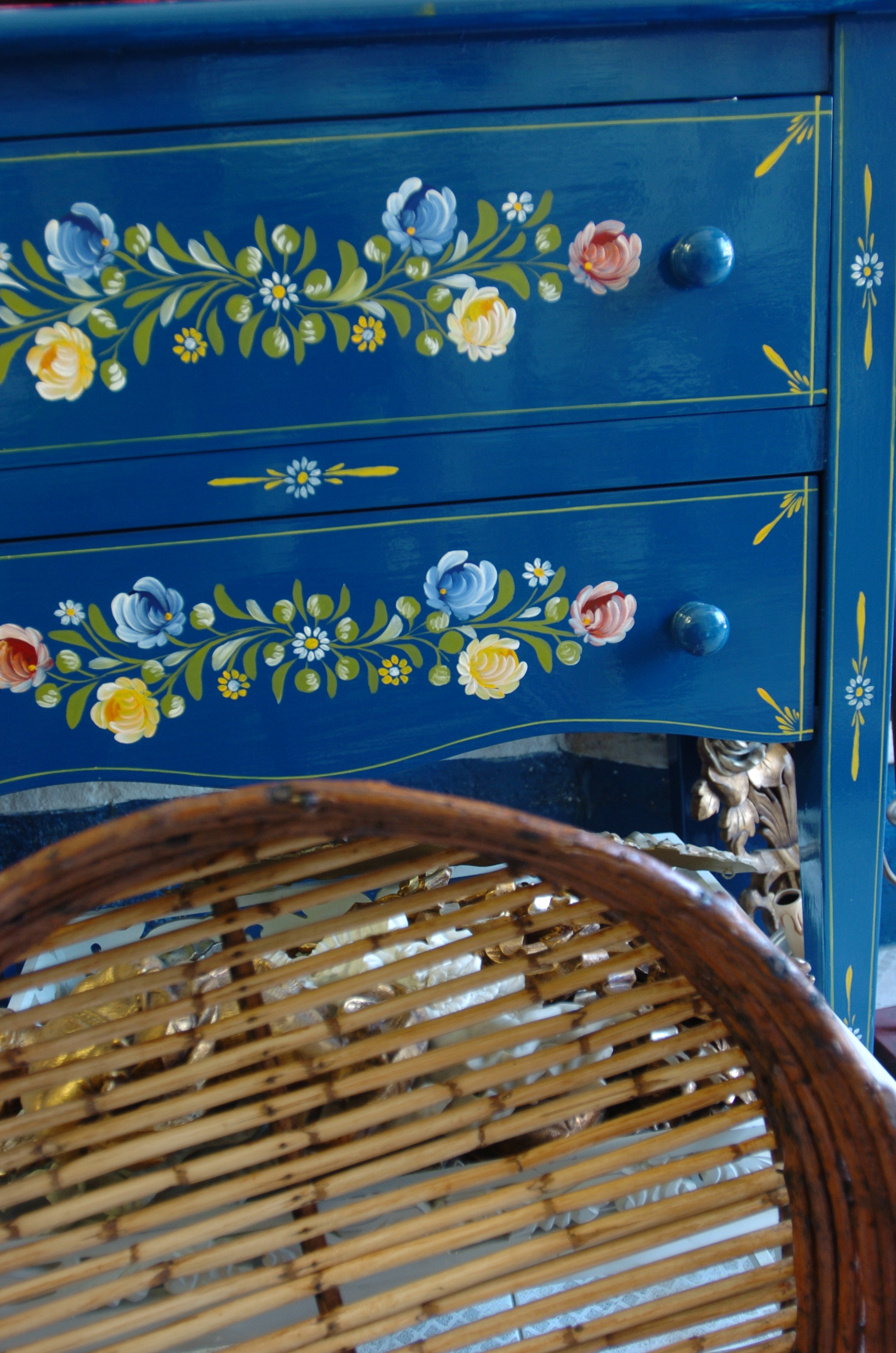
Artesanato do Alentejo - Mobiliário pintado

Apesar das suas origens citadinas, o Artesanato foi sempre para Eduardo Viana uma fonte de inspiração e tema das suas obras, desde as iniciais, como O Homem das louças de 1919 (imagem no artigo do Pintor), até esta Composição.
Segundo José-Augusto França, trabalhando sem pressa, refletidamente, Eduardo Viana detém-se sobre cada tema, o que aconteceu na longa sequência de naturezas-mortas a que se dedicou na última fase da sua criação, em que os objetos, "cuidadosamente compostos, guitarras, mesas, cadeiras, mantas, toalhas, […] frutos", são banhados "numa atmosfera de carnalidade gostosamente explorada".
No caso desta Composição e para o objecto estruturante, a cadeira, Eduardo Viana inspirou-se nas cores e motivos dos artesãos de mobiliário em madeira pintada de Évora, Redondo e Ferreira do Alentejo, incluindo as cadeiras com assentos em bunho (imagem ao lado).

### Ligação externa
- Página oficial do Museu Calouste Gulbenkian